# Fernando Álvarez de Toledo y Pimentel
Fernando Álvarez de Toledo y Pimentel, también Ferdinandus Toletanus Dux Albanus (Piedrahíta, 29 de octubre de 1507-Tomar, 11 de diciembre de 1582), llamado «el Gran Duque de Alba » y «el Grande», fue un noble, militar y diplomático español, III duque de Alba de Tormes, IV marqués de Coria, III conde de Salvatierra de Tormes, II conde de Piedrahíta y VIII señor de Valdecorneja, grande de España y caballero de la Insigne Orden del Toisón de Oro. Fue el más importante de los representantes de la Casa de Toledo o Casa de Álvarez de Toledo.
Fue el hombre de mayor confianza y obediencia del rey Carlos I de España y de su hijo y sucesor, Felipe II de España, mayordomo mayor de ambos, miembro de sus Consejos de Estado y de Guerra, gobernador del Ducado de Milán (1555-1556), virrey del reino de Nápoles (1556-1558), gobernador de los Países Bajos de los Habsburgo (1567-1573) y virrey y condestable del Reino de Portugal (1580-1582). Representó a Felipe II en sus esponsales con Isabel de Valois y con Ana de Austria, quienes fueron la tercera y la cuarta —y última— esposas del monarca respectivamente.
Es considerado por los historiadores como el mejor general de su época y uno de los mejores de la historia. Se distinguió en la Jornada de Túnez (1535), participando en la victoria de Carlos I sobre el pirata otomano Barbarroja que devolvió el predominio de la Monarquía Hispánica sobre el occidente del mar Mediterráneo—, y en batallas como Mühlberg (1547), en la que el ejército del emperador Carlos venció a los príncipes protestantes alemanes—.
Eternizó su memoria reprimiendo la rebelión de los Países Bajos, donde actuó con gran rigor castigando a los rebeldes, instituyendo el Tribunal de los Tumultos y derrotando totalmente a las tropas de Luis de Nassau en la Batalla de Jemmingen y a Guillermo de Orange en la Batalla de Jodoigne en los primeros momentos de la Guerra de los Ochenta Años.
Coronó su carrera ya anciano con la crisis sucesoria en Portugal de 1580, venciendo a las tropas portuguesas del pretendiente Antonio, prior de Crato, en la Batalla de Alcántara y conquistando ese reino para Felipe II. Gracias a su genio militar España logró la unificación de todos los reinos de la península ibérica y la consecuente ampliación de los territorios de ultramar.
El 26 de diciembre de 1566 recibió la Rosa de Oro, el estoque y capelo benditos otorgados por el papa Pío V, a través del breve Solent Romani Pontifices, en premio a sus singulares esfuerzos en favor del catolicismo y por ser considerado como uno de sus campeones.
Fue camarada de armas, amigo y protector del poeta y soldado Garcilaso de la Vega, que dedicó parte de su Égloga II a ensalzar a la casa de Alba y su duque.
Su divisa en latín era Deo patrum nostrorum, que en español significa Al Dios de nuestros padres.
Su figura constituye una de las más importantes de la leyenda negra española, que lo describe como un auténtico señor de la guerra, famoso e intrépido pero, al mismo tiempo, brutal, implacable y severo al extremo.

## Biografía

### Primeros años
Fernando Álvarez de Toledo nació en Piedrahíta, provincia de Ávila, el 29 de octubre de 1507. Era hijo de García Álvarez de Toledo y Zúñiga, heredero de Fadrique Álvarez de Toledo y Enríquez de Quiñones, II duque de Alba de Tormes, y de Beatriz Pimentel y Pacheco, hija de Rodrigo Alonso Pimentel, IV conde y I duque de Benavente, y de su esposa María Pacheco.
Siguiendo la línea dinástica le hubiera correspondido a García ser el tercer duque, mas este murió en una campaña en África en 1510, en la isla de Yerba o de Los Gelves, por lo que Fernando quedó huérfano a los tres años de edad. Cuando falleció Fadrique, en 1531, el título ducal pasó directamente a su nieto Fernando como hijo varón primogénito de García.
Arquetipo de la nobleza de Castilla, fue educado en la corte ducal de la casa de Alba, situada en el Castillo de los Duques de Alba, en Alba de Tormes, por dos preceptores italianos, Bernardo Gentile —benedictino siciliano— y Severo Marini y por el poeta y literato renacentista español Juan Boscán quienes lo formaron en el catolicismo y en el humanismo. Dominaba perfectamente el latín y conocía el francés, el inglés y el alemán.
Desde su juventud estuvo siempre al servicio de los monarcas españoles, bien del rey Carlos I de España y emperador Carlos V del Sacro Imperio Romano Germánico en principio o bien de su hijo, el rey Felipe II de España después, tanto como soldado, cortesano, diplomático, gobernante y consejero.
Su dedicación a las armas fue constante desde muy joven, hasta el punto de que con tan sólo seis años acompañó a su abuelo a Navarra con el ejército que la tomó. En 1524, cuando contaba con diecisiete años, se unió sin el permiso familiar a las tropas del Condestable de Castilla Íñigo de Velasco que sitiaron y rindieron la plaza de Fuenterrabía, ocupada por franceses y navarros; por su intervención en la exitosa contienda fue nombrado gobernador de Fuenterrabía. Más tarde venció al ejército francés en Perpiñán.

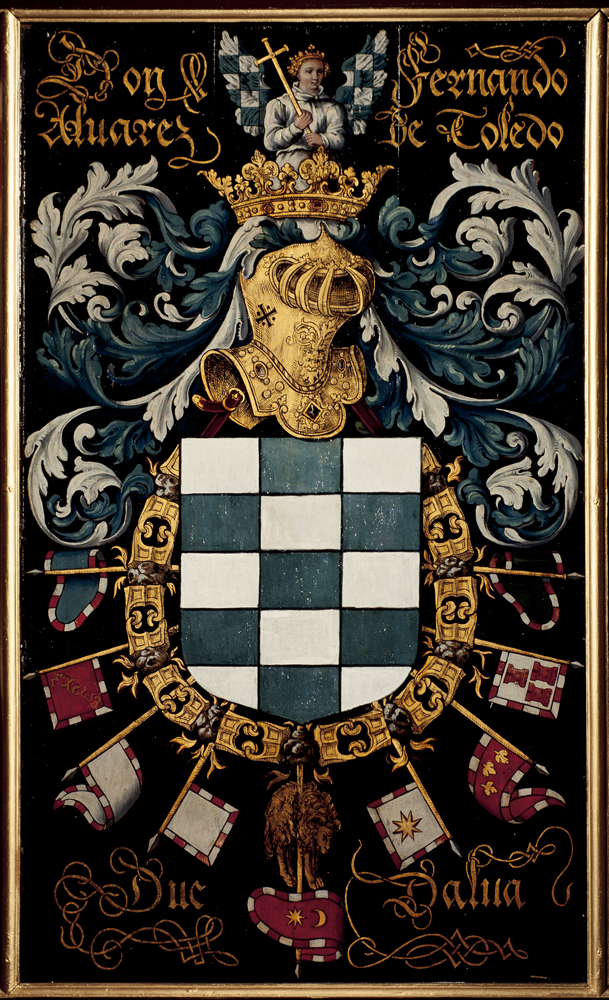
Escudo de armas de Don Fernando Álvarez de Toledo. Duque de Alba.

### Contra los otomanos y piratas
Siendo ya duque de Alba acudió en 1532 a la llamada del rey y emperador Carlos y marchó a Viena,  acompañado de su amigo Garcilaso de la Vega, para defenderla del acoso del Imperio otomano. No fue preciso entrar en combate, pues visto el formidable ejército imperial de más de 200 000 hombres, los turcos otomanos levantaron el asedio.
Donde sí tuvo ocasión de luchar fue en la Jornada de Túnez: a primeros de junio de 1535 embarcó en Cagliari con el contingente militar que mandaba el marqués del Vasto; el 14 de julio cayó la fortaleza de La Goleta y una semana después la propia ciudad de Túnez defendida por Barbarroja. De esta forma España recuperó el control sobre todo el oeste del Mar Mediterráneo. De aquella campaña contra los piratas el duque Fernando pudo recuperar la armadura de su padre, García, que había muerto en la isla de los Gelves en 1510, y que trasladó a las armerías de la casa ducal  para ser allí trofeo perpetuo de gloria y de virtud a sus descendientes.
Nuevamente en 1541 acompañó al emperador al mando de los tercios alemanes contra Barbarroja en la Jornada de Argel que culminó con la victoria otomana provocada principalmente por un temporal.

### Mayordomo mayor de Carlos
En 1541 Fernando Álvarez de Toledo fue nombrado por Carlos I mayordomo mayor del Rey de España y, por tanto, jefe superior de su casa, encomendándole las importantes tareas relacionadas con la Real Casa y Patrimonio de la Corona de España. Alba mantuvo el cargo en la corte hasta el fallecimiento del monarca en 1558.

### Caballero de la Orden del Toison de Oro
En 1546, el III duque de Alba obtuvo un nuevo reconocimiento que aumentó su prestigio personal. Fue investido por el emperador  Carlos, quien era el Gran Maestre de la Insigne Orden del Toisón de Oro, caballero de esta prestigiosa institución como premio a la fidelidad del duque hacia el monarca-emperador. La distinción le fue otorgada en el capítulo que se celebró en Utrech llevándole el emperador consigo a Ratisbona donde tenía convocada la Dieta del Sacro Imperio Romano Germánico.

### En Alemania

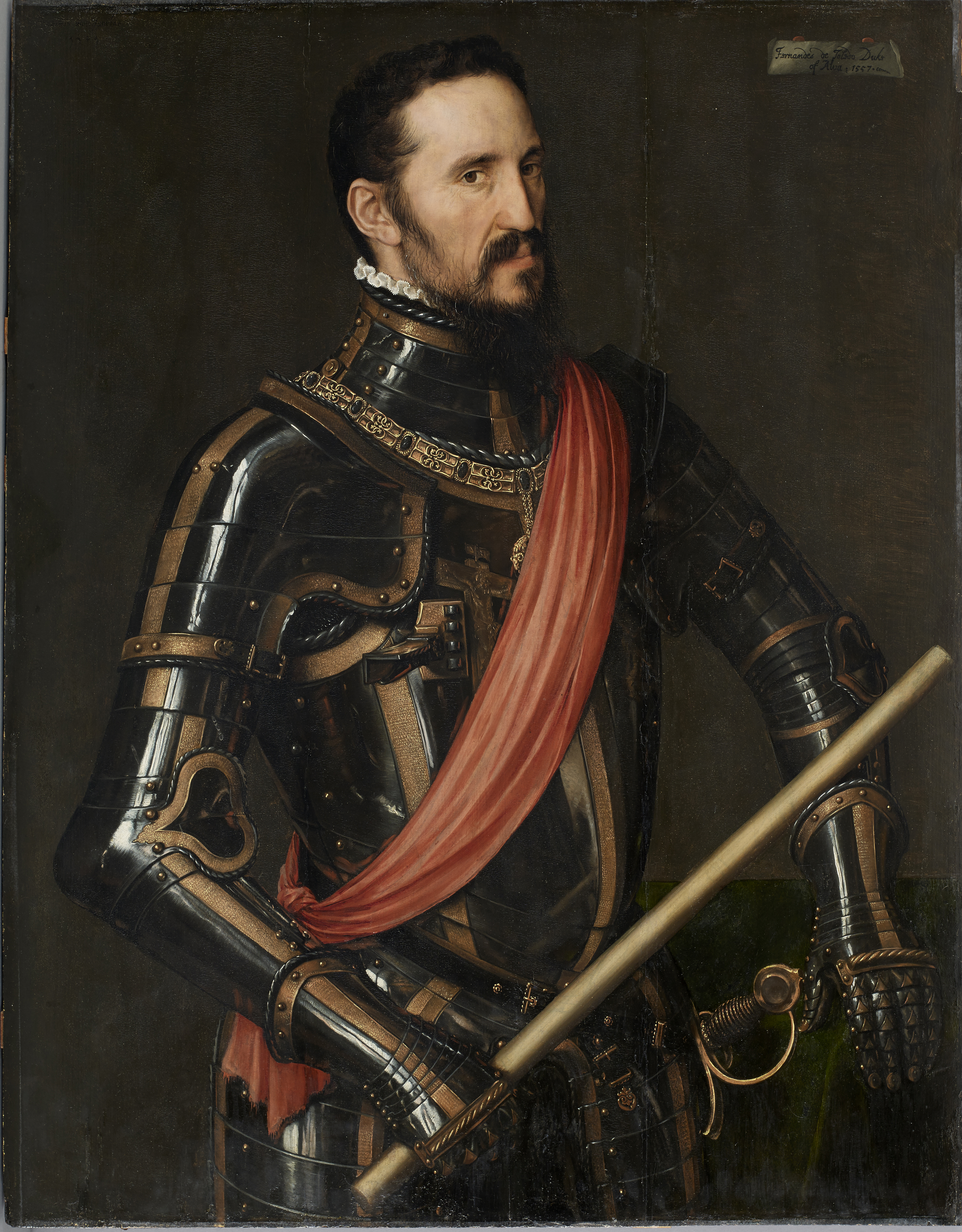
El Gran Duque de Alba, por Antonio Moro, circa 1549

En 1547 el emperador tuvo que enfrentarse a las fuerzas protestantes de la Liga de Esmalcalda mandada por Juan Federico I de Sajonia - el landgrave de Turingia- y Felipe el Magnánimo -el landgrave de Hesse- y sus aliados.
El duque de Alba estaba al mando de los Tercios españoles que intervinieron en la batalla de Mühlberg, a orillas del río Elba, con victoria de las armas imperiales contra las fuerzas de la Liga de Esmalcalda. La participación del Gran Duque en los consejos brindados a Carlos V y su mando de los Tercios españoles fueron fundamentales y terminaron por decidir la batalla.
A partir de entonces el duque de Alba estuvo siempre al lado del emperador, peleando fielmente para preservar la dinastía de los Habsburgo.

### Mayordomo mayor de Felipe
A partir de 1548 el rey Carlos intensificó los preparativos del príncipe Felipe como su sucesor de la Monarquía Hispánica. Para ello nombró al duque de Alba —quien ya ostentaba el cargo de mayordomo mayor del Rey de España— mayordomo mayor de su hijo y le encomendó la adaptación del ceremonial y etiqueta de la corte de la casa de Castilla a los de la casa de Borgoña, ceremonial que se consideraba más completo, rico, moderno y más apropiado para el prestigio y reconocimiento internacional de la corte española. Fernando emprendió junto con Felipe un viaje por Europa que se extendió hasta 1551.
Fallecido el rey Carlos, el nuevo rey Felipe II mantuvo a Alba en el cargo de mayordomo mayor del Rey de España, durante gran parte de su reinado y hasta el fallecimiento del duque en 1582.

### En Inglaterra
El duque de Alba acompañó personalmente al príncipe Felipe a Inglaterra con motivo de su segundo matrimonio con la reina María I de Inglaterra, de la casa de Tudor. Fue uno de los quince Grandes de España que asistieron a la ceremonia en la catedral de Winchester el 25 de julio de 1554.

### Gobernador del Ducado de Milán y virrey de Nápoles
En 1555 se avivó en Italia el conflicto entre Francia y España; el III duque de Alba fue enviado allí como capitán general, gobernador de Milán (1555) y virrey de Nápoles (1556).
El recién nombrado papa Paulo IV, enemigo visceral de los Habsburgo, incitó al rey Enrique II de Francia a expulsar a los españoles de Italia, para lo cual unió sus propias tropas a las del francés mientras que en julio de 1556 declaró a Felipe II desposeído de su título de rey de Nápoles. El duque no esperó más y se dirigió a Roma al frente de 12 000 soldados; ante tal amenaza el papa pidió una tregua parlamentada, tiempo que aprovechó para que un ejército francés mandado por Francisco de Guisa entrase por el norte de Italia y marchase hacia Nápoles. Alba optó por evitar la batalla campal, reforzando las defensas de las principales ciudades a la espera de que el ejército galo, lejos de sus bases, acabase por rendirse. La táctica del duque consiguió los resultados esperados. Por ello y ante la llamada de Enrique II a consecuencia de la aplastante victoria de España sobre los franceses en la Batalla de San Quintín, el duque de Guisa hubo de volver presurosamente a Francia. Sin apoyo francés, las tropas papales fueron arrolladas por las españolas y el duque de Alba entró victorioso en Roma en septiembre de 1557. El papa solicitó la paz y la obtuvo.
En 1559 se firmó entre los reyes de España y de Francia la Paz de Cateau-Cambrésis, que fue el tratado de mayor importancia de la Europa del siglo XVI, cuya vigencia se mantuvo durante un siglo. Por este tratado España inició su preponderancia en occidente y la península itálica obtuvo un prolongado período de tranquilidad. La paz entre ambas potencias quedó sellada a través del matrimonio entre el monarca español —dos veces viudo— e Isabel de Valois, la hija del rey francés Enrique II. En la boda real, que se celebró en París, "por poderes", fue Fernando Álvarez de Toledo, quien representó a Felipe II y tomó simbólicamente posesión del tálamo nupcial.

### Gobernador de los Países Bajos de los Habsburgo
Durante el transcurso de agosto hasta octubre del año 1566, se produjo en los Países Bajos de los Habsburgo la Tormenta de las imágenes o Asalto a las imágenes, durante la cual los protestantes calvinistas provocaron una iconoclasia, y opuestos a las imágenes católicas, profanaron los lugares de culto y destruyeron estatuas de iglesias y monasterios. Los ultrajes comenzaron en Saint-Omer y se extendieron rápidamente a Ypres, Amberes y de allí al resto de las provincias. La revuelta religiosa pronto se transformó en una civil.
El 26 de diciembre de 1566 Alba recibió como presentes del papa Pío V, la Rosa de Oro, el estoque y capelo bendito, otorgados a través del breve Solent Romani Pontifices. Este era el premio por sus singulares esfuerzos en favor del catolicismo que lo consideró uno de sus campeones.

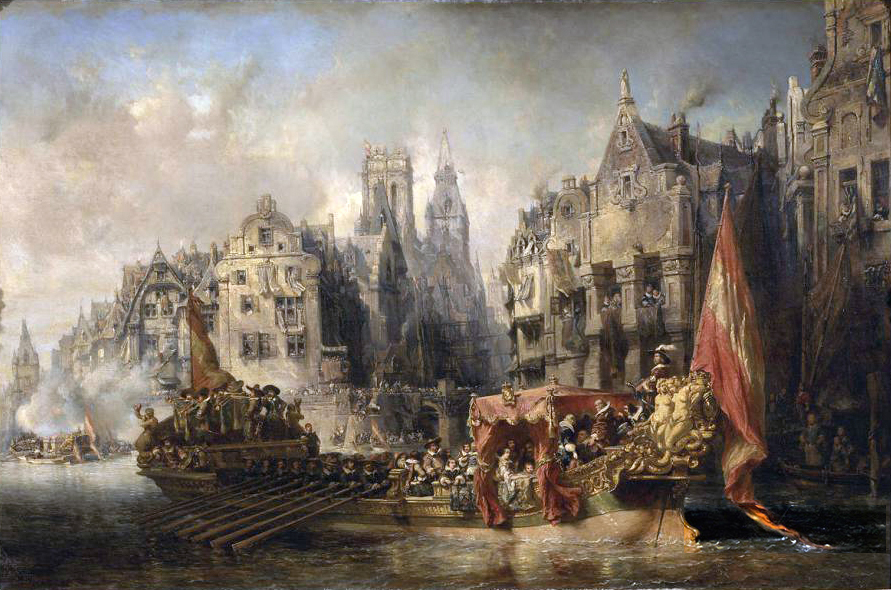
Arribo del Duque de Alba a Róterdam en 1567, por Eugène Isabey, 1844. Museo de Orsay, París.

Para atajar tanto a los revoltosos civiles como a los religiosos, el rey Felipe II envió al III duque de Alba al mando de un poderoso ejército que partió desde Milán el 20 de junio de 1567 hacia Flandes, al mando de 10 000 hombres, para reducir la rebelión calvinista en los Países Bajos. Este fue el primer recorrido por el Camino Español, completando los aproximadamente 1000 kilómetros en 56 días, llegando a Bruselas el 15 de agosto de 1567. A su llegada sustituyó a Margarita de Parma, la media hermana natural del rey español, como responsable de la jurisdicción civil y rápidamente se dio cuenta de que la nobleza local estaba en franca rebeldía contra el rey Felipe II y apoyaba abiertamente a la corriente protestante.
Pocos días después, el 5 de septiembre, estableció el Tribunal de los Tumultos, popularmente conocido en los Países Bajos como el «Tribunal de la Sangre», para juzgar a los responsables de los disturbios del año anterior y especialmente a los herejes. Lamoral, conde de Egmont y general católico al servicio de Felipe II que estuvo al frente de la caballería que venció a los franceses en la batalla de San Quintín (1557) y Felipe de Montmorency, conde de Horn, dos de las tres cabezas del levantamiento, fueron capturados. El tribunal actuó con un extraordinario rigor y sentenció a muerte a los condes y otro numeroso grupo.

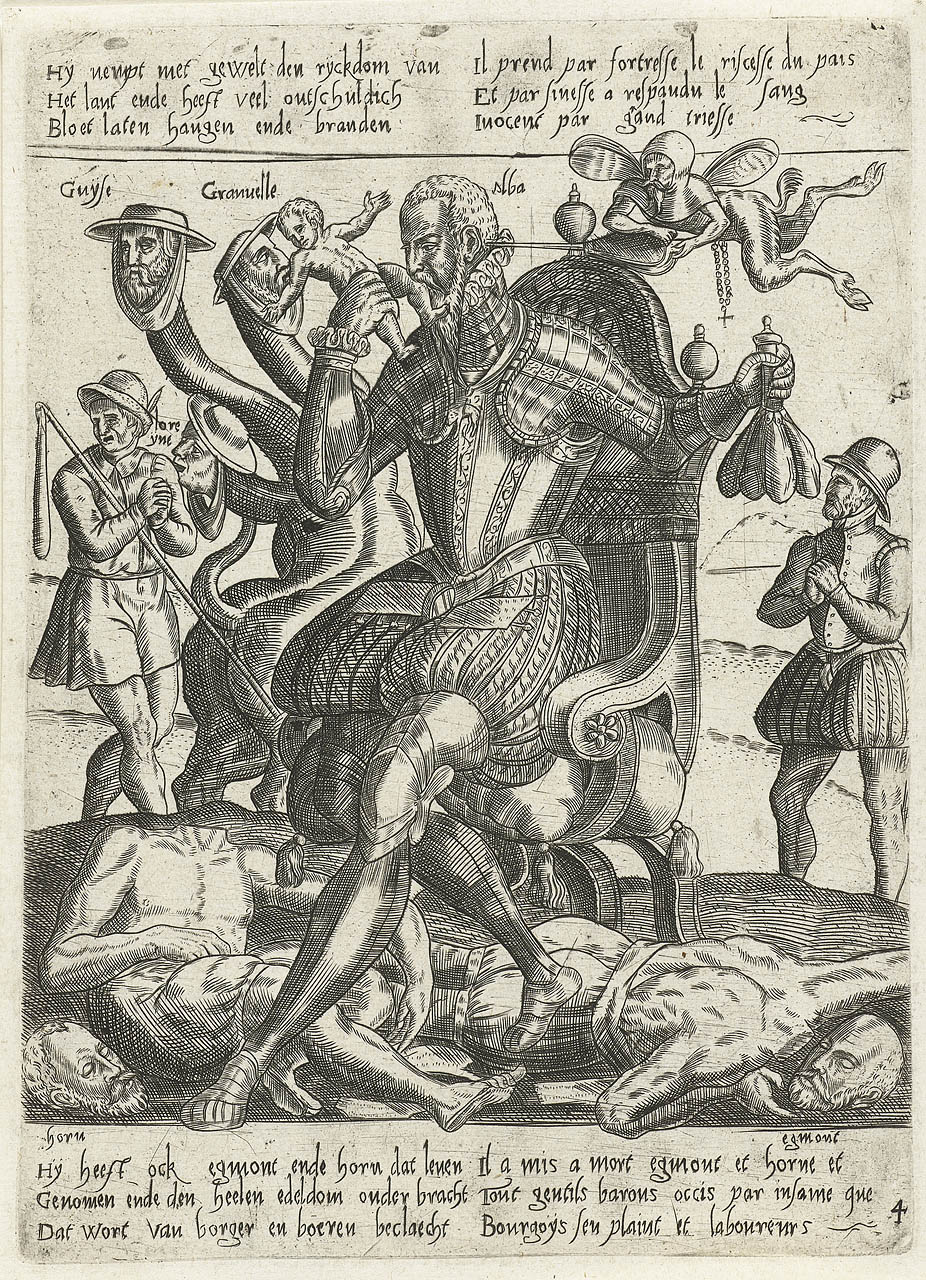
Propaganda holandesa antiespañola del siglo XVI, donde aparece el Duque de Alba, sentado sobre los cuerpos decapitados del Conde de Horn y de Egmont; comiéndose a un niño y sosteniendo pagos obtenidos por corrupción, en un intento de alimentar el rechazo de la población local hacia el gobierno hispano.

La sentencia fue llevada a cabo el 5 de junio de 1568 en la Plaza del Ayuntamiento de Bruselas. El duque de Alba, desconfiando de la justicia flamenca, hacía presencia en las ejecuciones. Durante el ajusticiamiento de Egmont, a quien consideraba su amigo personal y por quien sentía un profundo respeto, no pudo reprimir las lágrimas. Sin embargo, nunca expresó arrepentimiento ni remordimiento por estas decisiones. De hecho, llegó a solicitar al rey que se otorgara una pensión vitalicia a la viuda del conde de Egmont.

Siento gran compasión por la Condesa de Egmont y la pobre gente que deja. Ruego a Vuestra Majestad que se apiade de ellos y les haga una merced con la cual puedan sustentarse, pues con la dote de la condesa no tienen suficiente para alimentarse un año, y Vuestra Majestad me perdonará por dar mi opinión antes de que se me ordene hacerlo. La condesa es aquí considerada como una santa, y es cierto que desde que su marido fue encarcelado ha habido pocas noches en que ella y sus hijas no hayan salido tapadas y descalzas a visitar muchos lugares de devoción de esta ciudad, y antes de ahora tenían una buena fama.

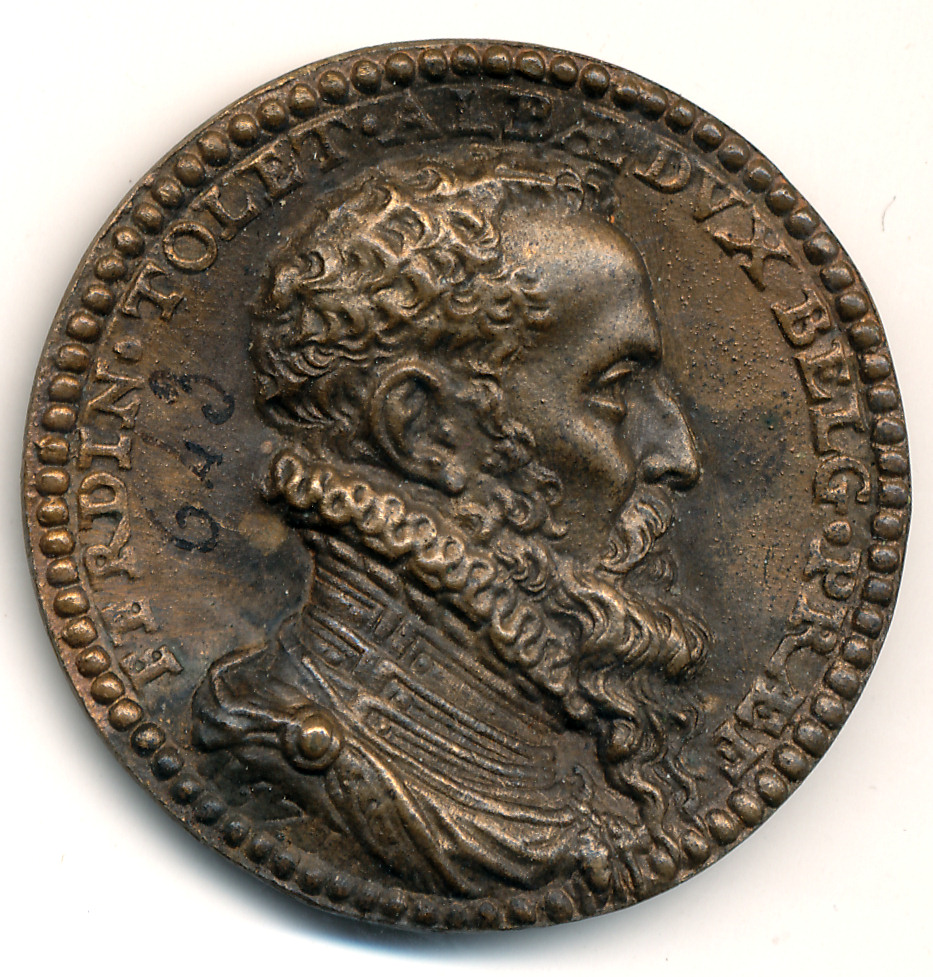
Anverso de la medalla en bronce con la efigie y coraza del Gran Alba portando el Toisón de Oro en conmemoración de sus triunfos en 1571 con la leyenda en latín «FERDIN[andus] • TOLET[anus] • ALBÆ • DUX • BELG • PRÆF[ectus]». "Fernando de Toledo Duque de Alba Gobernador de los Países Bajos".

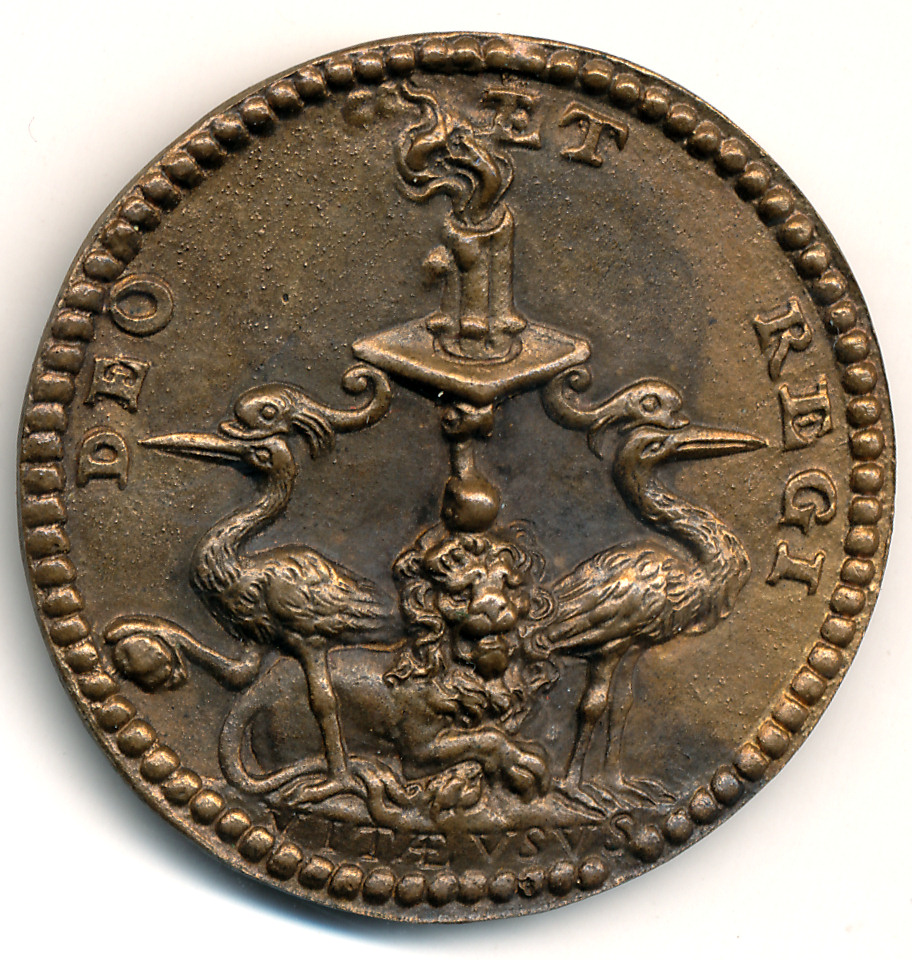
Reverso de la misma medalla en bronce con la inscripción en latín «DEO ET REGI VITÆ VSVS». "Dios y Rey [son] propósitos de vida".

Por otro lado, el mantenimiento de las tropas llevadas a Flandes acarreaba cuantiosos gastos económicos que forzaron al duque a imponer nuevos tributos a la población. Algunas ciudades, entre ellas Utrecht, se negaron al pago del impuesto del diezmo y se declararon en rebeldía. La rebelión se extendió rápidamente por los Países Bajos.
El 21 de julio de 1568 el duque de Alba, en la Batalla de Jemmingen, venció contundentemente al ejército rebelde de los Países Bajos comandado por Luis de Nassau.
Este estado de cosas propició la intervención desde el exterior del tercer cabecilla del levantamiento, el insumiso príncipe de Orange, Guillermo Nassau, «el Taciturno», quien contó con la ayuda de los hugonotes franceses. Numerosas ciudades fueron tomadas por la fuerza de las armas. Las tropas españolas avanzaban bajo estandartes con la leyenda latina Pro lege, rege, et grege, que en español significa «Por la ley, el rey y el pueblo».
El duque de Alba contó con la colaboración de su hijo Fadrique Álvarez de Toledo y Enríquez de Guzmán, llegado en ese año y que fue nombrado comandante del ejército de la Corona española en los Países Bajos españoles a las órdenes de su padre.
Nuevamente el duque de Alba enfrentó al nuevo ejército mercenario de los rebeldes neerlandeses mandado esta vez por el propio Guillermo de Nassau y los venció en la batalla de Jodoigne el 16 de octubre de 1568.
Al mismo tiempo que efectuaba permanentes acciones militares, el duque de Alba también se ocupaba de efectuar reformas durante su gobierno de los Países Bajos. En 1570 publicó la Ordenanza del Derecho Penal, que otorgó a las personas adecuada tutela contra decisiones arbitrarias y garantías procesales para sus derechos.
El duque de Alba llevó a cabo una significativa reforma eclesiástica, basada en principios españoles y regalistas que se alineaban con las resoluciones del Concilio de Trento. En su esfuerzo por consolidar la ortodoxia católica, ordenó la compilación y prohibición de libros que fueron condenados por el concilio, reforzando así el control sobre la diseminación de ideas consideradas herejes.
En el ámbito fiscal, el duque de Alba introdujo la alcabala durante su gobernación en los Países Bajos, que comenzó en 1567. Este impuesto sobre las ventas y transacciones comerciales se diseñó para aumentar los ingresos del gobierno en un momento de crecientes costos militares debido a las revueltas en la región. La alcabala pudo haber impuesto una carga desproporcionada sobre los comerciantes y consumidores de menores recursos, exacerbando las tensiones sociales en un período ya marcado por conflictos religiosos y políticos. Estas reformas fueron muy resistidas y atizaron el descontento general a favor de una nueva revuelta general en 1572.
Alarmado por la situación, Felipe II envió a los Países Bajos, en calidad de gobernador, al IV duque de Medinaceli, Juan de la Cerda y Silva, quien arribó en la primavera de 1572.
Para el nuevo gobernador

El rigor excesivo, la mala conducta de ciertos oficiales y soldados, y la Décima son la causa de todos los males, y no la herejía o la rebelión [...].

Asimismo -dado que el nombre de la casa de Alba era considerado aborrecible por muchos- Medinaceli intentó convencer al rey para que destituyera al duque de Alba como comandante militar.
En ese mismo año los Tercios, comandados por Fadrique Álvarez de Toledo, produjeron el Saqueo de Malinas para luego ocupar Zutphen, Alkmaar y Naarden. El Asedio de Haarlem por los españoles, en el que ambos bandos se caracterizaron por su brutalidad y salvajismo, culminó con la rendición de la ciudad y la ejecución de toda su guarnición, estimada en 2000 hombres. Estas terribles campañas militares y la durísima represión con que actuó el III duque de Alba hacia los rebeldes flamencos le valió el apelativo de «El Duque de Hierro», en los Países Bajos.
Dado que las opiniones de ambos duques eran incompatibles y frente a la delicada situación militar que atravesaban los Países Bajos,  el rey Felipe II decidió mantener la confianza en Alba y relevó a Medinaceli de sus funciones como gobernador.
Pero a pesar de que las acciones militares fueron constantes, la situación política no mejoró en modo alguno. Las numerosas quejas llegadas a la corte de Felipe II, entre ellas las del erudito Benito Arias Montano, en contra de los métodos utilizados en Flandes, durante los años de represión y el accionar del Tribunal de los Tumultos -que condenó a un total de 8957 personas entre 1567 y 1576 de las cuales fueron ejecutadas 1083 y desterradas 20- decidieron que Felipe II cambiara de política. 
El rey, influido por los opositores al duque, era partidario tanto de revocar la alcabala como de conceder un perdón general. Fernando, en cambio, se oponía a la eliminación del impuesto -al que consideraba indispensable para poder financiar los costos que irrogaban tanto la administración civil como la campaña militar en los Países Bajos- y si bien aceptaba un perdón, el mismo no debía ser general sino limitado -ya que debía hacerse con excepciones y mencionarse acabadamente los nombres de las personas excluidas, en especial aquellas que habían participado en los tumultos de 1566-.
Felipe II decidió relevar al duque de Alba. En su lugar el monarca envió a Luis de Requesens quien optó por usar menos la fuerza y dar más concesiones a los rebeldes. Alba y su hijo Fadrique retornaron a España en 1573.

### Consejero de Estado
A pesar de todo, el duque de Alba aún contaba en las deliberaciones del Consejo de Estado que asesoraba al rey de las Españas sobre la política exterior de la Monarquía Hispánica.
El duque Fernando pertenecía, desde la época del rey Carlos I, al ala dura o conservadora de la corte española denominada albista o de los imperiales. En esta facción se encontraba el inquisidor general Fernando de Valdés, los Pimentel, el duque de Alburquerque y otros miembros de la casa de los Álvarez de Toledo.
Este bando disputaba los asuntos del reino con la posición más blanda o liberal llamada ebolista o de los humanistas, liderada por Ruy Gómez de Silva, príncipe de Éboli y su secretario Francisco de Eraso. En este bando se ubicaba también los Enríquez, el duque de Gandía, el duque de Medinaceli y Luis de Requesens. Tras la muerte del príncipe de Éboli, en 1573, Antonio Pérez, el secretario real pasó a liderar la facción liberal y comenzó su asociación con Ana de Mendoza de la Cerda, princesa de Éboli.
Si bien los albistas aconsejaron al rey mantener una posición firme en la cuestión de los Países Bajos, el propio rey Felipe II reconoció públicamente que

No es posible llevar adelante lo de Flandes por la vía de la guerra.

El monarca ordenó a Luis de Requesens que negociara con los rebeldes. Las negociaciones dieron como resultado la reforma del Tribunal de los Tumultos, la obtención de un perdón general,  la revocación de la alcabala aunque no se concedió la libertad religiosa.  Pero estas negociaciones no resultaron ser suficientes por lo que el gobernador debió reiniciar las hostilidades contra los rebeldes y murió en el campo de batalla.
Por su parte, en la corte, la actuación de los ebolistas en los asuntos de estado provocaron la desconfianza del rey.
Todo esto determinó que Felipe II volviera a dispensar al duque de Alba un trato superior en la corte.

### Destierro efímero

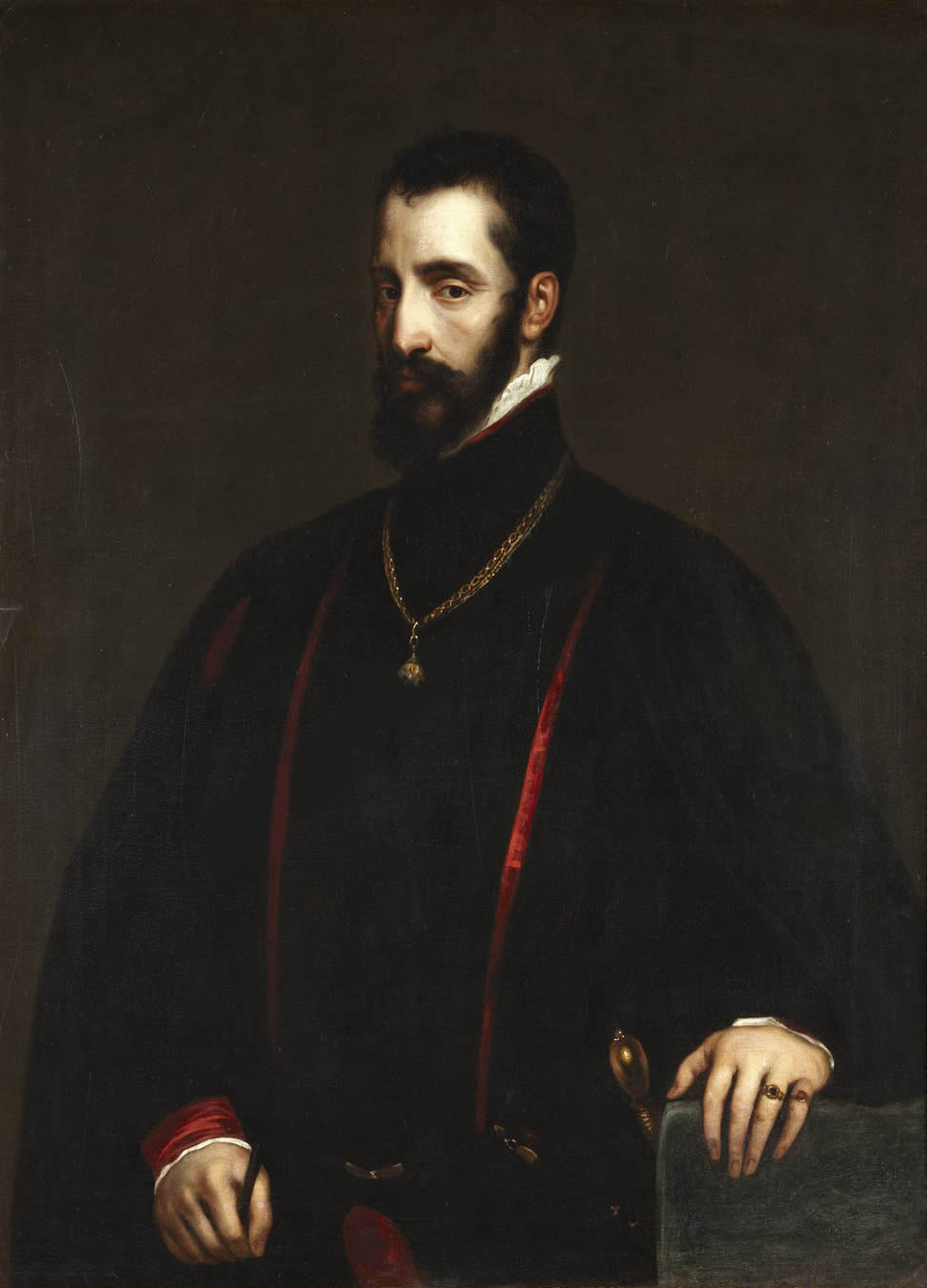
El Gran Duque de Alba, por Peter Paul Rubens (copia de un original de Tiziano), circa 1603. Madrid, Palacio de Liria.

Las disputas de los ebolistas no cesaron.  La facción, además de atacar sin mayores resultados al propio duque de Alba, arremetió contra el segundo hijo matrimonial y heredero del duque Fernando, Fadrique Álvarez de Toledo y Enríquez de Guzmán, quien había dado promesas de matrimonio a Magdalena de Guzmán, dama de la reina Ana de Austria, pero no las cumplió, lo que le había costado el arresto y encarcelamiento en el Castillo de La Mota, en Medina del Campo (Valladolid), en 1566.
Al año siguiente había sido puesto en libertad para que pudiera marchar con su padre a Flandes prestando servicio en el ejército.
Vuelto a la corte, el rey Felipe II, en 1576, ordenó la prisión de Fadrique en el castillo real de Tordesillas por su actuación en Flandes.
En 1578 Felipe II mandó reabrir el proceso contra Fadrique, en el transcurso del cual se descubrió que a fin de evitar su boda con la reclamante, Fadrique se había casado, por tercera vez, en secreto y por poderes con María Álvarez de Toledo Osorio, hija de García Álvarez de Toledo Osorio,  IV marqués de Villafranca del Bierzo, valiéndose de una autorización emitida para tal fin por su padre el duque de Alba, contraviniendo las disposiciones del rey.
El duque de Alba fue desterrado de la corte, por un período de un año, de donde partió al exilio a Uceda con la prohibición de salir de la villa. El destierro anual fue

Por romper el estricto protocolo de La Corte.

Sus secretarios Fernando de Albornoz y Esteban de Ibarra fueron igualmente encarcelados.

### El color del miedo
Cuando el rey don Sebastián I de Portugal planeaba su expedición a Marruecos, en el norte de África —que terminó en la desastrosa y tremenda derrota de la Batalla de Alcazarquivir— se reunió con su tío, y poco después sucesor, el rey Felipe II, en presencia del viejo duque de Alba. Ambos trataron de disuadirlo. El rey de España, desplegando sus dotes de estadista y el duque de Alba a través de sus excelentes conocimientos como bravo militar y eminente estratega. Cuando el experimentado general español le expuso sus objeciones, el fogoso rey portugués le contestó impetuosamente

¿De qué color es el miedo?

El duque de Alba le contestó

Del color de la prudencia.

### Conquistador de Portugal
La muerte del rey Sebastián I de Portugal en la batalla de Alcazarquivir, en 1578, sin descendencia directa que lo sucediera en el trono, hizo que la corona recayera en su tíoabuelo, el cardenal Enrique I de Portugal. El fallecimiento de este, también sin herederos, provocó la crisis sucesoria portuguesa de 1580.
El consejo de regencia en Portugal era favorable a entregar el trono al rey Felipe II de España, quien tenía derecho a la corona lusitana debido a que su madre había sido Isabel de Portugal —la segunda hija del rey Manuel I de Portugal y de su segunda esposa María de Aragón y Castilla, siendo por tanto, infanta de Portugal por nacimiento—.
Sin embargo, otro pretendiente al trono, Antonio, Prior de Crato, un hijo bastardo del infante Luis de Avis y, por tanto, nieto de Manuel I, se proclamó rey en junio de 1580.
Para neutralizar militarmente las pretensiones monárquicas del prior de Crato, Felipe II rápidamente rehabilitó a Fernando Álvarez de Toledo, quien era famoso por ser un excelente general y de quien precisó otra vez de sus servicios.

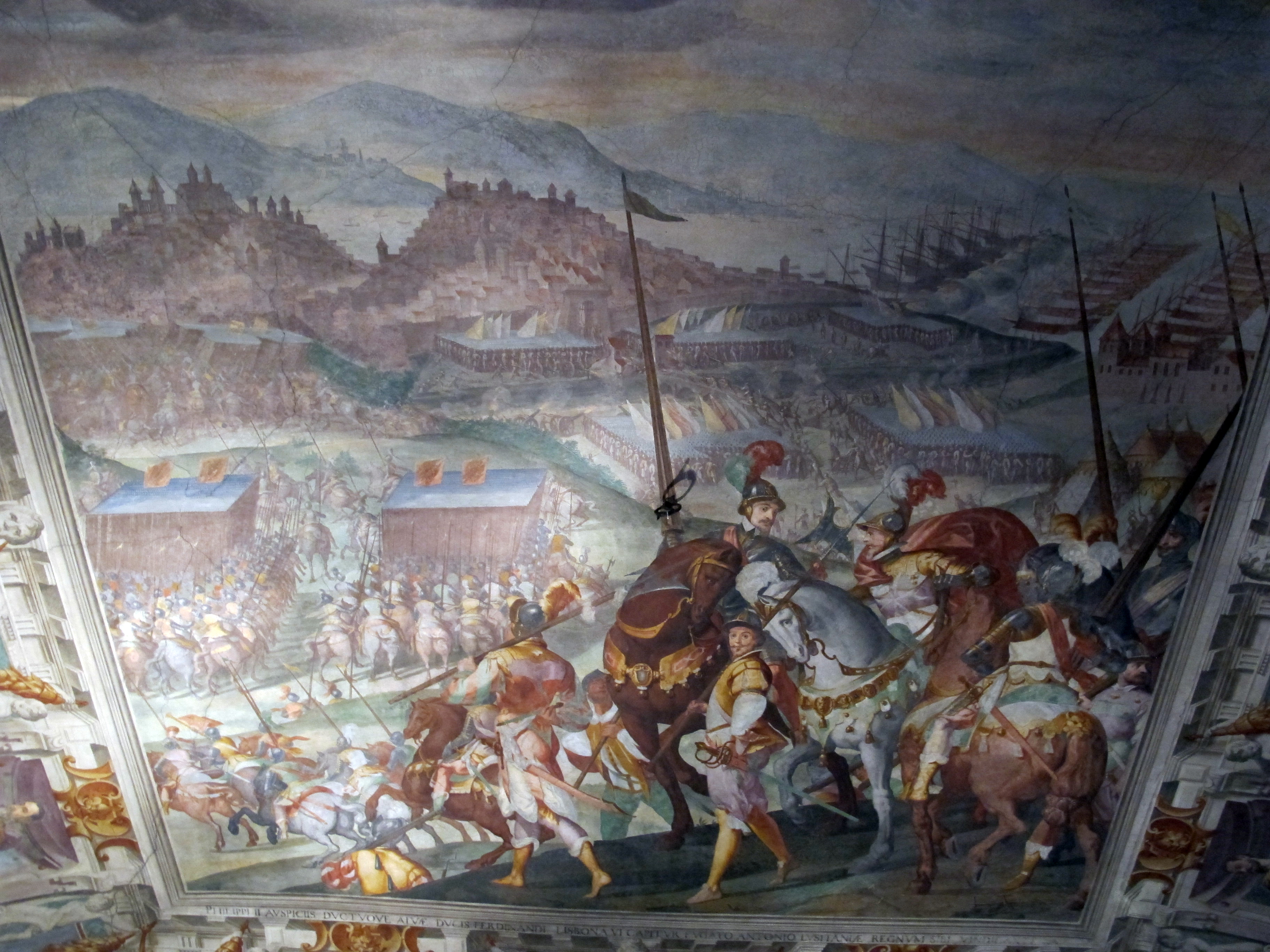
Lisboa asediada por el ejército del Duque de Alba. Lazzaro Tavarone. Palacio Espínola en Pelliccera. Génova.

El rey le encomendó al anciano duque, quien tenía 72 años y gozaba de una enorme popularidad en el mando de la tropa, la misión de conquistar Portugal. Este accedió a la nueva encomienda de Felipe manifestándole que

Sois el único monarca de la tierra que sacáis de la prisión a un general para daros otra corona.

El duque, nombrado capitán general, reunió sus fuerzas, estimadas en 40 000 hombres, en Badajoz, y en junio de ese mismo año cruzó la frontera hispano-portuguesa y avanzó hacia Lisboa. El 25 de agosto de 1580 venció al ejército portugués del general Diego de Meneses en la batalla de Alcántara y entró triunfante en la ciudad, despejando el camino para la llegada de Felipe II que se convirtió en el rey Felipe I de Portugal, logrando la unión dinástica aeque principaliter con los demás reinos de la Monarquía Hispánica bajo la Casa de Habsburgo. Así, el Imperio español alcanzó su apogeo.
El rey Felipe II recompensó a Fernando Álvarez de Toledo con el cargo de I virrey de Portugal, el 18 de julio de 1580, representando al monarca español como rey de Portugal en la unión dinástica y también con el título de condestable de Portugal, que le significaron al duque de Alba ser la segunda persona en la jerarquía después del propio rey, poderes ambos que ostentó hasta su muerte.

### Fallecimiento

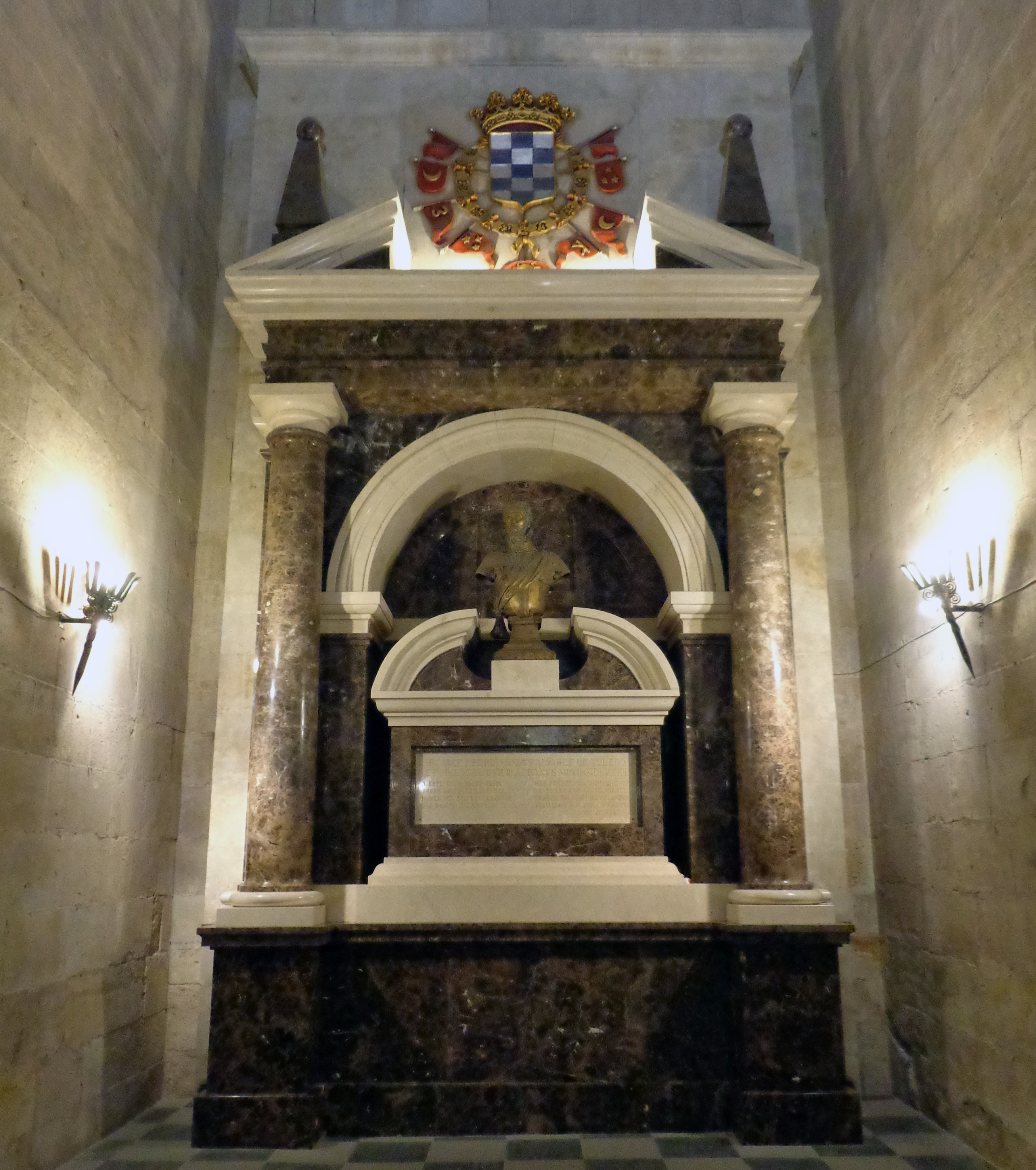
Sepulcro de Fernando Álvarez de Toledo y Pimentel, III duque de Alba de Tormes en el convento de San Esteban de Salamanca.

Fernando Álvarez de Toledo murió en Tomar, localidad próxima a Lisboa, el 11 de diciembre de 1582, auxiliado por el famoso fray Luis de Granada, a la edad de setenta y cuatro años. Conservó hasta último momento todo su modo y bravura y también su aspecto valeroso que hasta ante los mismos monarcas era la figura de su grandeza de espíritu y de su inteligencia.

Tres cosas diré a Vuestra Majestad; la una es que no se ofreció negocio vuestro, aunque fuese muy pequeño, que no le antepusiese al mío, aunque fuese importantísimo; la segunda, es que mayor cuidado tuve siempre de mirar por vuestra hacienda que por la mía y así no os soy en cargo de un solo pan a Vos ni a ninguno de vuestros vasallos; la tercera, es que nunca os propuse un nombre para algún cargo que no fuese el más suficiente de todos cuantos yo conocía para ello, pospuesta toda afición.

Sus restos fueron trasladados a Alba de Tormes, donde fue enterrado en el convento de San Leonardo. En 1619 fueron trasladados al convento de San Esteban de Salamanca, en donde desde 1983 reposan en una capilla del convento que contiene un sepulcro proyectado por Chueca Goitia y que fue costeado por la Diputación Provincial de Salamanca.

## Matrimonio e hijos
El primer hijo de Fernando Álvarez de Toledo fue Fernando de Toledo (1527-1591), fruto de una relación con una molinera de la cercana localidad de La Aldehuela.
El futuro duque de Alba se casó el 27 de abril de 1529 con su prima María Enríquez de Toledo y Guzmán o María Enríquez Álvarez de Toledo (m. 1583) —la primera hija mujer de las cinco hijas que tuvo Diego Enríquez de Guzmán, III conde de Alba de Liste con su primera esposa Aldonza Leonor Álvarez de Toledo y Zúñiga, hija legítima del II duque de Alba de Tormes, Fadrique Álvarez de Toledo y Enríquez de Quiñones y su esposa Isabel de Zúñiga y Pimentel—, con la que tuvo cuatro hijos, tres varones y una mujer.
- García Álvarez de Toledo y Enríquez de Guzmán (23 de julio de 1530-1548).
- Fadrique Álvarez de Toledo y Enríquez de Guzmán, IV duque de Alba de Tormes (21 de noviembre de 1537 - 11 de diciembre de 1583).
- Diego Álvarez de Toledo y Enríquez de Guzmán (6 de noviembre de 1542-10 de julio de 1583), gran prior de la Orden de San Juan de Jerusalén, en Castilla y general del ejército Imperial en su lucha contra los comuneros,[34] casado el 24 de marzo de 1565, con Brianda de Beaumont (1540-1588), V condesa de Lerín y condestable de Navarra, hija de Luis de Beaumont.[35] Le sucedió su hijo Antonio Álvarez de Toledo y Beaumont, V duque de Alba de Tormes (1568 - 29 de enero de 1639).
- Beatriz Álvarez de Toledo y Enríquez de Guzmán (m. 1637), se casó con Álvar Pérez Osorio, V marqués de Astorga, VI conde de Trastámara, V conde de Santa Marta de Ortigueira, señor del condado de Villalobos y V alférez mayor del Pendón de la Divisa del rey.

## Ancestros
| \| \| \| \| \| \| \| \| \| \| \| \| \| \| \| \| \| \| \| \| García Álvarez de Toledo y Carrillo de Toledo I duque de Alba de Tormes \| \| \| \| \| \| \| \| \| \| \| \| \| \| \| \| \| \| \| \| \| \| \| \| \| \| \| \| \| \| \| \| \| \| \| \| \| \| \| \| \| \| \| \| \| \| \| \| \| \| \| \| \| \| Fadrique Álvarez de Toledo y Enríquez de Quiñones II duque de Alba de Tormes \| \| \| \| \| \| \| \| \| \| \| \| \| \| \| \| \| \| \| \| \| \| \| \| \| \| \| \| \| \| \| \| \| \| \| \| \| \| \| \| \| \| \| \| \| \| \| \| \| \| \| \| \| \| María Enríquez de Quiñones y Toledo \| \| \| \| \| \| \| \| \| \| \| \| \| \| \| \| \| \| \| \| \| \| \| \| \| \| \| \| \| \| \| \| \| \| \| \| \| \| \| \| \| \| \| \| \| \| \| \| \| \| \| \| \| \| García Álvarez de Toledo y Zúñiga \| \| \| \| \| \| \| \| \| \| \| \| \| \| \| \| \| \| \| \| \| \| \| \| \| \| \| \| \| \| \| \| \| \| \| \| \| \| \| \| \| \| \| \| \| \| \| \| \| \| \| \| \| \| Álvaro de Zúñiga y Guzmán I duque de Plasencia \| \| \| \| \| \| \| \| \| \| \| \| \| \| \| \| \| \| \| \| \| \| \| \| \| \| \| \| \| \| \| \| \| \| \| \| \| \| \| \| \| \| \| \| \| \| \| \| \| \| \| \| \| \| Isabel de Zúñiga y Pimentel \| \| \| \| \| \| \| \| \| \| \| \| \| \| \| \| \| \| \| \| \| \| \| \| \| \| \| \| \| \| \| \| \| \| \| \| \| \| \| \| \| \| \| \| \| \| \| \| \| \| \| \| \| \| Leonor Pimentel y Zúñiga \| \| \| \| \| \| \| \| \| \| \| \| \| \| \| \| \| \| \| \| \| \| \| \| \| \| \| \| \| \| \| \| \| \| \| \| \| \| \| \| \| \| \| \| \| \| \| \| \| \| \| \| \| \| Fernando Álvarez de Toledo y Pimentel III Ducado de Alba de Tormes \| \| \| \| \| \| \| \| \| \| \| \| \| \| \| \| \| \| \| \| \| \| \| \| \| \| \| \| \| \| \| \| \| \| \| \| \| \| \| \| \| \| \| \| \| \| \| \| \| \| \| \| \| \| Alonso Pimentel y Enríquez III conde de Benavente \| \| \| \| \| \| \| \| \| \| \| \| \| \| \| \| \| \| \| \| \| \| \| \| \| \| \| \| \| \| \| \| \| \| \| \| \| \| \| \| \| \| \| \| \| \| \| \| \| \| \| \| \| \| Rodrigo Alonso Pimentel I duque de Benavente \| \| \| \| \| \| \| \| \| \| \| \| \| \| \| \| \| \| \| \| \| \| \| \| \| \| \| \| \| \| \| \| \| \| \| \| \| \| \| \| \| \| \| \| \| \| \| \| \| \| \| \| \| \| María de Quiñones y Portugal \| \| \| \| \| \| \| \| \| \| \| \| \| \| \| \| \| \| \| \| \| \| \| \| \| \| \| \| \| \| \| \| \| \| \| \| \| \| \| \| \| \| \| \| \| \| \| \| \| \| \| \| \| \| Beatriz Pimentel y Pacheco \| \| \| \| \| \| \| \| \| \| \| \| \| \| \| \| \| \| \| \| \| \| \| \| \| \| \| \| \| \| \| \| \| \| \| \| \| \| \| \| \| \| \| \| \| \| \| \| \| \| \| \| \| \| Juan Pacheco I duque de Escalona \| \| \| \| \| \| \| \| \| \| \| \| \| \| \| \| \| \| \| \| \| \| \| \| \| \| \| \| \| \| \| \| \| \| \| \| \| \| \| \| \| \| \| \| \| \| \| \| \| \| \| \| \| \| María Pacheco y Portocarrero señora de Villacidaler \| \| \| \| \| \| \| \| \| \| \| \| \| \| \| \| \| \| \| \| \| \| \| \| \| \| \| \| \| \| \| \| \| \| \| \| \| \| \| \| \| \| \| \| \| \| \| \| \| \| \| \| \| \| María Portocarrero Enríquez \| \| \| \| \| \| \| \| \| \| \| \| \| \| \| \| \| \| \| \| \| \| \| \| \| \| \| \| \| \| \| \| \| \| \| \| \| \| \| \| \| \| \| \| \| \| \| \| \| \| \| \| |                                                                              |  |  |  |  |  |  |  |  |  |  |  |  |  |  |  |
| |                                                                              |  |  |  |  |  |  |  |  |  |  |  |  |  |  |  |
| | García Álvarez de Toledo y Carrillo de Toledo I duque de Alba de Tormes      |  |  |  |  |  |  |  |  |  |  |  |  |  |  |  |
| |                                                                              |  |  |  |  |  |  |  |  |  |  |  |  |  |  |  |
| |                                                                              |  |  |  |  |  |  |  |  |  |  |  |  |  |  |  |
| | Fadrique Álvarez de Toledo y Enríquez de Quiñones II duque de Alba de Tormes |  |  |  |  |  |  |  |  |  |  |  |  |  |  |  |
| |                                                                              |  |  |  |  |  |  |  |  |  |  |  |  |  |  |  |
| |                                                                              |  |  |  |  |  |  |  |  |  |  |  |  |  |  |  |
| | María Enríquez de Quiñones y Toledo                                          |  |  |  |  |  |  |  |  |  |  |  |  |  |  |  |
| |                                                                              |  |  |  |  |  |  |  |  |  |  |  |  |  |  |  |
| |                                                                              |  |  |  |  |  |  |  |  |  |  |  |  |  |  |  |
| | García Álvarez de Toledo y Zúñiga                                            |  |  |  |  |  |  |  |  |  |  |  |  |  |  |  |
| |                                                                              |  |  |  |  |  |  |  |  |  |  |  |  |  |  |  |
| |                                                                              |  |  |  |  |  |  |  |  |  |  |  |  |  |  |  |
| | Álvaro de Zúñiga y Guzmán I duque de Plasencia                               |  |  |  |  |  |  |  |  |  |  |  |  |  |  |  |
| |                                                                              |  |  |  |  |  |  |  |  |  |  |  |  |  |  |  |
| |                                                                              |  |  |  |  |  |  |  |  |  |  |  |  |  |  |  |
| | Isabel de Zúñiga y Pimentel                                                  |  |  |  |  |  |  |  |  |  |  |  |  |  |  |  |
| |                                                                              |  |  |  |  |  |  |  |  |  |  |  |  |  |  |  |
| |                                                                              |  |  |  |  |  |  |  |  |  |  |  |  |  |  |  |
| | Leonor Pimentel y Zúñiga                                                     |  |  |  |  |  |  |  |  |  |  |  |  |  |  |  |
| |                                                                              |  |  |  |  |  |  |  |  |  |  |  |  |  |  |  |
| |                                                                              |  |  |  |  |  |  |  |  |  |  |  |  |  |  |  |
| | Fernando Álvarez de Toledo y Pimentel III Ducado de Alba de Tormes           |  |  |  |  |  |  |  |  |  |  |  |  |  |  |  |
| |                                                                              |  |  |  |  |  |  |  |  |  |  |  |  |  |  |  |
| |                                                                              |  |  |  |  |  |  |  |  |  |  |  |  |  |  |  |
| | Alonso Pimentel y Enríquez III conde de Benavente                            |  |  |  |  |  |  |  |  |  |  |  |  |  |  |  |
| |                                                                              |  |  |  |  |  |  |  |  |  |  |  |  |  |  |  |
| |                                                                              |  |  |  |  |  |  |  |  |  |  |  |  |  |  |  |
| | Rodrigo Alonso Pimentel I duque de Benavente                                 |  |  |  |  |  |  |  |  |  |  |  |  |  |  |  |
| |                                                                              |  |  |  |  |  |  |  |  |  |  |  |  |  |  |  |
| |                                                                              |  |  |  |  |  |  |  |  |  |  |  |  |  |  |  |
| | María de Quiñones y Portugal                                                 |  |  |  |  |  |  |  |  |  |  |  |  |  |  |  |
| |                                                                              |  |  |  |  |  |  |  |  |  |  |  |  |  |  |  |
| |                                                                              |  |  |  |  |  |  |  |  |  |  |  |  |  |  |  |
| | Beatriz Pimentel y Pacheco                                                   |  |  |  |  |  |  |  |  |  |  |  |  |  |  |  |
| |                                                                              |  |  |  |  |  |  |  |  |  |  |  |  |  |  |  |
| |                                                                              |  |  |  |  |  |  |  |  |  |  |  |  |  |  |  |
| | Juan Pacheco I duque de Escalona                                             |  |  |  |  |  |  |  |  |  |  |  |  |  |  |  |
| |                                                                              |  |  |  |  |  |  |  |  |  |  |  |  |  |  |  |
| |                                                                              |  |  |  |  |  |  |  |  |  |  |  |  |  |  |  |
| | María Pacheco y Portocarrero señora de Villacidaler                          |  |  |  |  |  |  |  |  |  |  |  |  |  |  |  |
| |                                                                              |  |  |  |  |  |  |  |  |  |  |  |  |  |  |  |
| |                                                                              |  |  |  |  |  |  |  |  |  |  |  |  |  |  |  |
| | María Portocarrero Enríquez                                                  |  |  |  |  |  |  |  |  |  |  |  |  |  |  |  |
| |                                                                              |  |  |  |  |  |  |  |  |  |  |  |  |  |  |  |
| |                                                                              |  |  |  |  |  |  |  |  |  |  |  |  |  |  |  |

## El castillo palacio de Alba de Tormes

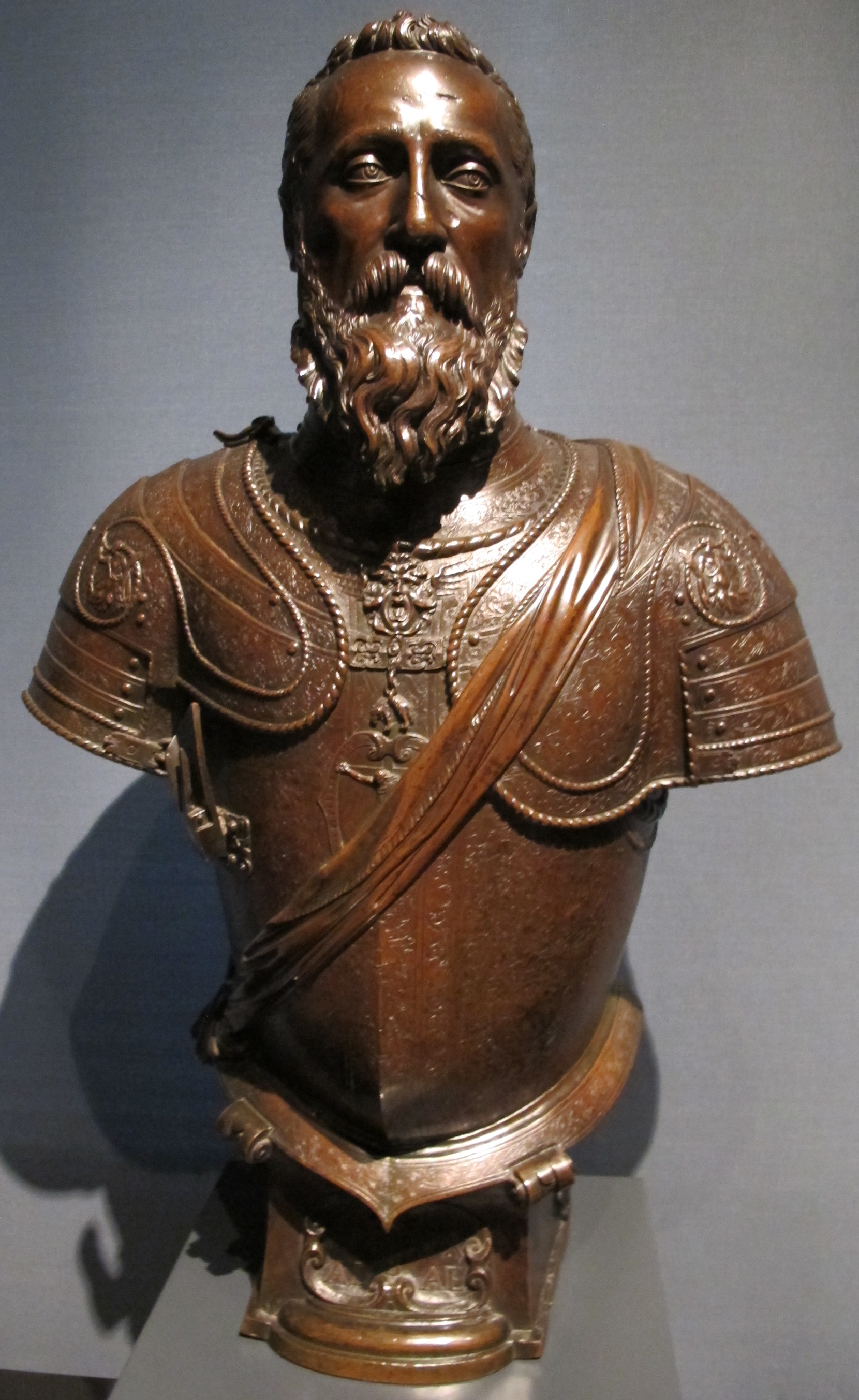
Fernando Álvarez de Toledo, III duque de Alba, por Leone Leoni.

Los éxitos militares del Gran Duque de Alba que lo acompañaron durante toda su vida como general de los reyes Carlos I y Felipe II no empañaron los trabajos que Fernando le dispensó al castillo ducal de la Casa de Álvarez de Toledo, ubicado en Alba de Tormes y conocido como el Castillo de los Duques de Alba.
El edificio, concebido como fortaleza, siguió conservando su propósito militar. Fernando le efectuó reformas a fin de incorporar la forma de estrella típica de las fortificaciones artilladas de su época. Pero también el III duque le practicó modificaciones adecuadas a los usos y al protocolo renacentista. El Gran Duque de Alba asumió "la identidad de los grandes generales triunfantes al servicio del imperio cristiano y, el lenguaje artístico de la iconografía ducal," asumió "la heroicidad de lo antiguo y el paradigma formal del arte clásico".
Fernando Álvarez de Toledo embelleció el palacio contratando los servicios del arquitecto Benvenuto y de los pintores Thomás de Florencia y Cristoforo Passini. Las galerías fueron adornadas con mármol de Carrara, embarcado desde el puerto de Génova hasta Cartagena y, desde allí, siguió su camino en carretas hasta arribar al palacio ducal. Fernando sumó también un busto propio, factura del escultor italiano Leone Leoni y un lienzo también con su retrato obra de Tiziano.

## Potestades
| Predecesor: Ferrante Gonzaga príncipe de Molfetto | Gobernador del Milanesado 1555-1556        | Sucesor: Cristoforo Madruzzo cardenal y obispo de Trento |
| Predecesor: Bernardino de Mendoza                 | Virrey de Nápoles 1556-1558                | Sucesor: Fadrique Álvarez de Toledo                      |
| Predecesor: Margarita de Parma                    | Gobernador de los Países Bajos 1567 - 1573 | Sucesor: Luis de Requesens y Zúñiga                      |
| Predecesor: Nueva creación                        | I Virrey de Portugal 1580-1582             | Sucesor: Alberto de Austria                              |
| Predecesor: Juan I, Duque de Braganza             | XII Condestable de Portugal 1581-1582      | Sucesor: Teodosio II de Braganza                         |

## Títulos de nobleza
| Predecesor: Fadrique Álvarez de Toledo, II duque de Alba de Tormes        | III duque de Alba de Tormes 1531-1582          | Sucesor: Fadrique Álvarez de Toledo, IV duque de Alba de Tormes        |
| Predecesor: García Álvarez de Toledo, III marqués de Coria                | IV marqués de Coria 1510 - 1582                | Sucesor: Fadrique Álvarez de Toledo, V marqués de Coria                |
| Predecesor: Fadrique Álvarez de Toledo, II conde de Salvatierra de Tormes | III conde de Salvatierra de Tormes 1531 - 1582 | Sucesor: Fadrique Álvarez de Toledo, IV conde de Salvatierra de Tormes |
| Predecesor: Fadrique Álvarez de Toledo, II conde de Piedrahíta            | III conde de Piedrahíta 1531 - 1582            | Sucesor: Fadrique Álvarez de Toledo, IV conde de Piedrahíta            |
| Predecesor: Fadrique Álvarez de Toledo, VII señor de Valdecorneja         | VIII señor de Valdecorneja 1531 - 1582         | Sucesor: Fadrique Álvarez de Toledo, IX señor de Valdecorneja          |

## Como general
El Duque de Alba no se caracterizó tanto por su habilidad en el campo de batalla sino que sobresalió como general por su capacidad para superar al enemigo —antes de llegar al mismo— por su disciplina y su ingenio.
Para 1543 el duque Fernando era el primer militar que había en España, y puede decirse también que del imperio, puesto que ya el marqués del Vasto, único general que quedaba al emperador de los formados en Italia, había declinado con la edad y con las desgracias. Eses año Carlos V lo nombró capitán general de todos sus reinos, de sus costas y fronteras y de toda la gente de guerra debido a sus calidades precisas de autoridad, prudencia, experiencia y opinión pública.
El ejemplo perfecto es la campaña de Alemania de 1546 donde logró disolver al ejército adversario sin plantar batalla, agotándolo con maniobras, escaramuzas y encamisadas.
Austero e implacable, tanto consigo como con los subordinados y los oponentes, no gustaba de sacrificar la sangre de sus soldados, pero sí de su sudor. Les hacía trabajar sin darles descanso, para hacerles victoriosos, cansados y vivos. Pero siempre compartió las penurias con sus subordinados que le respetaban por ello: los soldados rasos y los soldados viejos más aún que los aristócratas.